# Пастер Максим Анатолійович
Пастер Максим Анатолійович (4 грудня 1975, Харків — 1 вересня 2023, Махачкала) — український і російський оперний співак (тенор), педагог, соліст Большого театру.
Народився в родині хормейстерів. У 1994 році закінчив відділення хорового диригування Харківського музичного училища (клас А. Кошмана та А. Лінькова), в 2003 році — вокальний факультет Харківського державного інституту мистецтв (клас професора Л. Цуркан; клас камерного співу — Д. Гендельман).
У 2002—2003 рр. — соліст Харківського державного театру опери та балету. У 2003 дебютував у Національній опері України імені Т. Шевченка в «Реквіємі» Дж. Верді.
У 2003 році дебютував у Большому театрі в партії Баяна на прем'єрі опери «Руслан і Людмила» М. Глінки.
У 2004 році прийнятий до Большого театру Росії.
З 2013 року викладає в Російському інституті театрального мистецтва, старший викладач кафедри вокального мистецтва.

## Гастролі
У 2005 гастролював з Дитячим хором Большого театру під керівництвом хормейстера Юлії Молчанової по містах Німеччини.
У 2005 брав участь у виконанні «Пульчинелли» І. Стравінського, кантати «Семеро їх» С. Прокоф'єва (Великий зал Московської консерваторії, диригент Геннадій Рождественський), Дев'ятої симфонії і Te Deum А. Брукнера (там же, диригент Гюнтер Хербіг).
У 2006 брав участь у виконанні Меси Es-dur Ф. Шуберта в театрі Сан — Карло (Неаполь), виконував «Свадебку» І. Стравінського і «Вальпургієву ніч» Ф. Мендельсона в Веймарі і Лейпцигу, Реквієм Дж. Верді в Гетеборзі (Швеція).
У 2007 заспівав партію Шуйського в театрі Комунале в Болоньї (диригент Даніеле Гатті, режисер Тоні Сервілло), Дона Оттавіо («Дон Жуан» В. А. Моцарта) в Театрі імені Дж. Верді в Трієсті (Італія), брав участь у виконанні опери «Саломея» Р. Штрауса в дрезденської Земпер-опері (диригент Фабіо Луїзі, режисер Пітер Муссбах).
У 2008 брав участь у виконанні «Te Deum» Ж. Бізе (Великий зал Московської консерваторії, диригент Володимир Федосєєв).
Учасник проекту «Парад тенорів» («Тенор XXI століття»), в рамках якого гастролював в Росії і країнах СНД.
Співпрацював з всесвітньо відомими режисерами — Робертом Вілсоном, Еймунтасом Някрошюсом, Робертом Стуруа, Франческою Замбелло і Темуром Чхеїдзе.